# 治安官
治安官（英語：sheriff）是一種執行法治管理的政府官員，大多數設有治安官的國家與英國都有一些歷史淵源。

## 功能與職責
從歷史上來看，治安官是County（中文翻译为郡或县）的執法人員。在現代則因不同的國家，而有不同的職責分配，在法律、政治與禮儀上具有很大的差異。以下簡述各國的治安官職責：
- 美国：治安官在不同的州和縣有不同的職責。通常會負責監管非法人地區、維護與管理縣監獄、縣法院的保安，以及（在某些州）提供權證和法庭文件。 除上述的執法和矯正服務，治安官通常也負責執行民事法律内的管轄權。
- 英格兰、威尔士、北爱尔兰：治安官或高級治安官（High sheriff）是縣市政府的禮儀官員。
- 苏格兰：類似於法官的裁判官員，即主审法官。[1]
- 爱尔兰共和国：在某些城市和縣中（如都柏林和科克），治安官的責任類似與執達吏。
- 澳大利亚、南非：治安官也相似於執達吏。但這些國家的治安官和縣政府沒有關係。
- 加拿大：大多數的省分設有治安官。治安官的工作包含一般管理、運囚與執行法院的命令。在一些省份也協助警察的執法，並保障法院系统、公務員的安全。
- 印度：治安官是主要城市很重要的禮儀官員。